# Princesse Starla et les Joyaux magiques
Princesse Starla et les Joyaux Magiques (Princess Gwenevere and the Jewel Riders) est une série télévisée d'animation américaine en 26 épisodes de 24 minutes, créée par Robert Mandell et diffusée entre le 10 septembre 1995 et décembre 1996 en TVR1 et syndication. Elle s'inspire librement de la légende arthurienne dont elle reprend par exemple les noms d'Avalon, de Merlin, et de Morgane. En France, la série a été diffusée à partir du 8 avril 1996 sur France 3, dans l'émission Les Minikeums. En Espagne sur TVE1.

## Synopsis
Le Roi Jared et sa femme, la Reine Anya, règnent sur le pays magique d'Avalon avec leur fille héritière, la Princesse Starla. Les 7 Joyaux du Royaume; représentant chacun une partie d'Avalon, sont en sécurité dans un coffre magique gardé par Merlin, le puissant Magicien. 
Lady Kale, la méchante Sorcière et sœur de la Reine Anya, désire gouverner le Royaume d'Avalon grâce au pouvoir magique des Joyaux contenus dans ce coffre qu'elle convoite. Elle découvre par hasard le Joyau de la Nuit, piégé dans un cercle d'Arbres Magiques. Avec ce Joyau chargé d'énergie négative, Lady Kale décide de tendre un piège à Merlin; gardien de la magie et de l'équilibre d'Avalon afin de lui dérober la clé du coffre. Le Sorcier se retrouve piégé et est propulsé hors du Royaume. Perdu dans la magie obscure, il lui est impossible de revenir. Cependant, avant de disparaître, Merlin parvient à confier la clé à un animal qui passait par là. Kale s'en rend compte et se lance à sa poursuite. Cette traque amène l'animal à confier la clé à Sunstar puis à Starla. Au cours de la bataille, les 7 Joyaux sont dispersés aux quatre coins du Pays. La Princesse Starla va devoir les retrouver et déjouer les plans diaboliques de Kale.
La Princesse Starla reçoit le Joyau Soleil et rencontre la Licorne ailée Sunstar qui devient sa monture. Elle va tout mettre en œuvre pour arrêter sa tante, Lady Kale, puis la terrible Sorcière Morgana (Dans la Saison 2). Pour cela, elle fait équipe avec Tamara qui possède le Joyau Cœur. Ses compagnons sont Cléo (Un bébé licorne violet), Spike (Un félin bleu) et Sucrette (Une dragonne verte). Par la suite elle aura comme monture un Zèbre-licorne qu'elle appellera Ombre Chantante. Elle fait également équipe avec Fallon qui possède le Joyau Lune. Sa monture est une Licorne prénommée Moondance. Mais la Princesse Starla réussira-t-elle à vaincre les Sorcières et à ramener la paix dans le Royaume d'Avalon ?

## Personnages
- Starla : Héroïne et Princesse de la série. Fille unique du Roi Jared et de la Reine Anya et héritière du Royaume magique d'Avalon. Blonde vêtue de rose, elle possède le Joyau Soleil. Sa monture est Sunstar.
- Fallon : Chevalier d'Avalon, amie de Starla possédant le Joyau Lune. Elle est brune vêtue de violet. Sa monture est Moondance.
- Tamara : Chevalier d'Avalon, amie de Starla possédant le Joyau Cœur. Elle est vêtue de vert et possède une chevelure rose. Au début de la Saison 1 elle se déplace en sorte de carrosse puis dans la Saison 2 elle fera la rencontre d'Ombre Chantante qui deviendra sa monture.
- Lady Kale : Tante de la Princesse Starla; elle est vicieuse et cruelle. Avide de pouvoirs magiques, elle cherche à terrasser le Sorcier Merlin et veut régner sur le Royaume d'Avalon par tous les moyens. Kale se déplace grâce à son dragon wagon apprivoisé et utilise deux fouineurs qui sont capables de sentir la magie afin de trouver les Joyaux avant les Chevaliers.
- Merlin : Magicien du Royaume d'Avalon et gardien du coffre des 7 Joyaux.
- Morgana : Sorcière maléfique exilée par Merlin, qui fait équipe avec Lady Kale.
- Sunstar : Licorne ailée blanche aux crins dorés qui gardait la clé du coffre des 7 Joyaux. Elle devient la monture de Starla.
- Moondance : Licorne de couleur bleu sombre, monture de Fallon.
- Ombre Chantante : Zèbre-licorne rose et violet qui devient la monture de Tamara.
- Drake : Chevalier d'Avalon possédant l'un des Joyaux de la Forêt. Il chevauche un loup nomme Éclair.
- Josh : Chevalier d'Avalon possédant l'un des Joyaux de la Forêt. Il chevauche un loup nomme Tempête.
- Max : Chevalier d'Avalon possédant l'un des Joyaux de la Forêt. Il chevauche un loup nomme Tonnerre.
- Ian : Le Prince Loup-garou.
- Les Fouineurs : Deux créatures mal attentionnés qui accompagnent Lady Kale. Ils ont la particularité de renifler la magie à des kilomètres.
- Archimède : Hibou de Merlin.
- Grimm : Le dragon vicieux qui transporte le wagon-carrosse de Lady Kale.
- Anya : Reine d'Avalon, mère de Starla.
- Jared : Roi d'Avalon, père de Starla.
- Cléo : Bébé licorne, compagne de Tamara.
- Spike : Chat bleu, compagnon de Tamara.
- Sucrette : Bébé dragon femelle, compagne de Tamara.
- Glisseurs : Créatures ressemblant à des oursons-ailés. Ils sont capables de voyager entre les dimensions.
- Gilly : Homme-poisson.
- Sierra : Reine des Licornes, mère de Moondance.

### Voix Françaises
- Barbara Tissier : Princesse Starla, Sunstar
- Laurence Crouzet : Fallon, Moondance, Reine Anya
- Valérie Siclay : Tamara
- Evelyne Grandjean : Lady Kale
- Françoise Cadol : Morgana
- Roger Carel : Merlin
- Thierry Ragueneau : Drake
- Emmanuel Jacomy : Roi Jared et le Génie
- Jean-François Kopf : Archimède
- Guillaume Lebon : Max
- Patricia Legrand : Spike, Cléo, Sucrette

## Liste des Joyaux
La Première Saison de la Série consiste à récupérer les 7 Joyaux de la Couronne. La Deuxième Saison se concentre sur les Joyaux des Magiciens. On y découvre la Sorcière Morgana; bannie jadis par Merlin. Elle fait équipe avec Lady Kale et ses fouineurs afin de s'emparer de tous les Joyaux.
Chaque Joyau fait l'objet d'un épisode.
Joyaux des Chevaliers
- Joyau Soleil, détenu par Starla
- Joyau Lune (Qui possède le Pouvoir d'Invisibilité entre autres) détenu par Fallon
- Joyau Cœur (Qui possède le Pouvoir de Guérison entre autres) détenu par Tamara
- Joyaux de la Forêt

Joyaux de la Couronne
- Joyau Arc-en-Ciel (Découvert dans l'Épisode "Le Chant de l'Arc-en-Ciel")
- Joyau de la Forêt du Nord (Découvert dans l'Épisode "La Chevauchée Magique en Péril")
- Joyau de la Glace Brûlante (Découvert dans l'Épisode "Le Génie du Joyau")
- Joyau de la Féerie (Découvert dans l'Épisode "La Princesse et les Grenouilles")
- Joyau de l’Étoile du Désert (Découvert dans l'Épisode "Le Joyau de l'Étoile du Désert")
- Joyau Rêve (Découvert dans l'Épisode "Le Joyau Rêve")
- Joyau de la Jungle (Découvert dans l'Épisode "La Revanche du Joyau de la Nuit")

Joyaux des Sorciers
- Joyau de la Nuit (Originellement détenu par Morgana, puis ensuite par Kale)
- Joyau du Jardinage (Détenu autrefois par le Sorcier Mallaury)
- Joyau des Licornes (Détenu par Sierra, Reine des Licornes)
- Joyau de la Forêt d'Ardenne (Détenu par Ian, le Prince de la Forêt d'Ardenne)
- Joyau du Temps qui passe (Trouvé par Bébé Boule dans un repaire de Sorciers)
- Joyau du Lagon (Tombé dans le Lagon)
- Joyau de la Bonne Aventure (Détenu par Madame Esmeralda, la Voyante)

Autres Joyaux
- Joyau de la Nuit (Détenu par Lady Kale)
- Joyau Souhait (Détenu par l'Arbre à Joyaux)
- Joyau de l'Unité (Objet du dernier épisode de la série, formé par la fusion de tous les Joyaux des Sorciers)

## Épisodes

### Première Saison (1995)
1. À la Recherche des Joyaux - Partie 1 (Jewel Quest) : Starla, Princesse du Royaume d'Avalon rêve de devenir Chevalier des Joyaux comme sa mère avant elle. De son côté Sunstar, jeune licorne ailée, rêve d'avoir une amie qui la comprend. Pendant ce temps Lady Kale cherche un Joyau Magique qui lui permettra de prendre le pouvoir sur le Royaume d'Avalon...
2. À la Recherche des Joyaux - Partie 2 (Jewel Quest) : Sunstar est sous l'influence de la magie de Lady Kale. Pour la sauver Starla accepte de lui donner la clé du coffret de Merlin...
3. Le Chant de l'Arc-en-ciel (Song of the Rainbow) : Une célébration a lieu au Château du Rocher Blanc. À cette occasion, Tamara doit jouer un Concert devant le peuple, mais elle oublie de prendre son instrument. Un homme dans le public lui propose d'utiliser sa propre harpe. Mais celle-ci dégage de la magie lorsqu'on en joue et trouble rapidement la Fête...
4. La Chevauchée Magique en Péril (Travel Trees Don't Dance) : Les Arbres Magiques sont fortement perturbés et la Chevauchée Magique devient instable. La Princesse Starla disparaît dans une spirale magique, devant ses amies médusées...
5. Le Génie du Joyau (Wizard’s Peak) : Une autre contrée d'Avalon devient instable et les Chevaliers des Joyaux doivent récupérer au plus vite le Joyau de la Glace Brûlante. Cela les amènent dans un sanctuaire de Magicien, au Pic du Sorcier, habitée par une étrange créature...
6. La Princesse et les Grenouilles (For Whom the Bell Trolls) : Renseignés par une rumeur sur un Joyau Magique, Drake et ses Chevaliers Loups se rendent dans la Région indiquée. Ils y rencontrent un détenteur de Joyau, qui leur lance rapidement un sort...
7. Le Joyau Étoil du Désert (The Faery Princess) : Un Joyau Magique échoue dans Le Pays Imaginaire et bouleverse le monde. Une courageuse petite Fée se lance à sa poursuite...
8. La Réconciliation (Badlands) : Fallon n'a pas parlé à ses parents depuis qu'elle est devenue Chevalier des Joyaux. Ce voyage sera-t-il l'occasion d'arranger les choses ?
9. Le Pays Joyeux (Home Sweet Heart Stone) : Un Renard Cristallin (Espèce très rare) s'égare dans la grange des parents de Tamara. Les Chevaliers des Joyaux viennent enquêter...
10. Trois Mariages et un Embêtement (Love Struck) : Dans un festival, Drake trouve une épée parlante ayant un certain pouvoir et réussit à inviter Starla, Fallon et Tamara au bal à la même heure...
11. Le Joyau Rêve (Dreamfields) : Starla est sous l'emprise du Joyau Rêve. Lors de ses différents mirages, elle se rend compte que Lady Kale l'est également...
12. La Revanche du Joyau de la Nuit (Revenge of the Dark Stone) : Alors que les Chevaliers des Joyaux font une découverte intéressante dans la maison de Merlin, Lady Kale s'introduit dans le Palais en se faisant passer pour sa sœur; la Reine Anya...
13. Les Nouveaux Magiciens (Full Circle) : Privé de leurs pouvoirs, les Chevaliers des Joyaux retournent chez Merlin afin de trouver une solution...

### Deuxième Saison (1996)
1. Le Pacte Maléfique (Morgana) : Tous les Joyaux Magiques ont été retrouvés et la paix est revenue en Avalon. Malheureusement, une puissance maléfique met tout en œuvre pour détruire cette tranquillité retrouvée. Les Chevaliers des Joyaux arriveront-ils à protéger le Royaume ?
2. Le Piège (Shadowsong) : En utilisant les cartes de Merlin, les Chevaliers des Joyaux espèrent localiser tous les Joyaux des Sorciers. Mais un mystérieux appel à Tamara par delà la magie leur parvient...
3. Les Top-Models (Fashion Fever) : Un grand défilé est organisé à Avalon. La Princesse y participe mais Lady Kale prépare un mauvais coup. Que va bien pouvoir porter Starla ? Et pourquoi pas une création unique de "Madame Lapeine" ?
4. La Vallée des Licornes (Vale of the Unicorns) : La Reine Sierra est portée disparue. Sunstar, Moondance et Cléo doivent rejoindre la légendaire Vallée des Licornes. Moondance, future héritière du Trône, doit passer de périlleuses épreuves afin de gagner le Joyau.
5. Le Prince de la Forêt (Prince of the Forest) : Starla rencontre un mystérieux jeune homme qui semble être l'ami des Fées. Cependant, il ne peut rester humain que s'il est en possession du Joyau de la Forêt. Lady Kale tente de le piéger et de le tromper afin d'obtenir ce précieux Joyau.
6. Chanceux, le Petit Magicien (Wizard of Gardenia) : Avec l'aide des Glisseurs, les Chevaliers parviennent au domaine du Sorcier Mallaury. Sur place, d'étranges vibrations transforment les haies environnantes en créatures de cristal. Les filles se mettent alors à la recherche du Joyau et tombe nez à nez avec Chanceux, le Petit Magicien. Celui-ci les amènera jusqu'à la Mer de Sable. Mais ce raccourci n'est pas sans danger...
7. Le Joyau du Lagon (Jewel of the Sea) : Les Chevaliers s'approchent de la Frontière Brumeuse où émane une puissante aura magique. Grâce à leurs Joyaux, les filles se frayent un chemin à travers le brouillard. Cléo, montée clandestinement sur le Navire avec Sucrette et Spike tombe à l'eau. Tamara plonge pour la sauver et tombe sur Gilly, un homme-poisson.
8. Règlement de Comptes à Elfe-La-Vallée (Trouble in Elftown) :
9. Le Joyau Souhait (The Wishing Jewel) :
10. Bébé Boule (Mystery Island) :
11. Le Joyau de la Bonne Aventure (The Fortune Jewel) : Les filles partent voir la diseuse de bonne aventure Esmeralda et découvrent qu'elle possède un des Joyaux qu'elles recherchent. Mais Lady Kale et Morgana convoitent également le Joyau...
12. L'Esprit d'Avalon (Lady of the Lake / Spirit of Avalon) : La course pour le pouvoir magique suprême est en marche. Qui des Chevaliers des Joyaux, Lady Kale ou Morgana sortiront vainqueurs ?
13. Le Joyau de l'Unité (The One Jewel / The Last Dance) : L'avenir d'Avalon est entre les mains des Chevaliers des Joyaux. Ils doivent réussir à créer le Joyau de l'Unité et à ramener Merlin au Royaume...